# Elvira Dávila Ortiz
Elvira Dávila Ortiz (Bogotá, 10 de febrero de 1917-25 de agosto de 2008) fue una enfermera colombiana. Fue pionera en la profesión de enfermería y de la transfusión de sangre en Iberoamérica, es la fundadora de la Facultad de Enfermería que actualmente hace parte de la Pontificia Universidad Javeriana de Bogotá y del primer Banco de Sangre en Colombia (Banco de Sangre Bavaria).

## Biografía
Su hogar fue formado por el industrial colombiano José Domingo Dávila Pumarejo y por Paulina Ortiz Rodríguez-Ugarte. 
El 28 de diciembre de 1946 contrajo matrimonio con el samario Enrique Dávila Barreneche, médico urólogo de la Universidad Nacional de Colombia y profesor de urología de la Pontificia Universidad Javeriana, con quien tuvo cuatro hijos: Patricia, Enrique, Diana y María Paulina.

### Estudios
En 1925 ingresó al colegio del Sagrado Corazón de Bogotá. En 1927 viajó a Europa, en donde estudió en los internados del Nativity Convent en Eastbourne (Reino Unido) y en el English Convent de Brujas (Bélgica), así como en el internado de Ixelles del Colegio del Sagrado Corazón, en Bruselas.
A su regreso a Bogotá en 1930 ingresó nuevamente al Sagrado Corazón. Dos años más tarde entró al colegio de hermanas de la Presentación, llamado San Façon. En 1938, después de una disciplinada insistencia, su padre le permitió estudiar enfermería en el Centro de Acción Social Infantil, dirigido por Ana e Isabel Sáenz Londoño, quienes habían estudiado cursos de enfermería en París.
Su visión profesional sobre transfusiones de sangre comenzó a madurar al tiempo que concibió su tesis de grado. Sin embargo, durante la Primera Guerra Mundial, excepto las transfusiones de plasma, las de sangre no habían tenido ningún éxito en pacientes en ninguna parte del mundo, por lo cual sus profesores y médicos cercanos la exhortaron para elegir un tema no sólo ordinario, sino también sin riesgos para la salud humana. No obstante, contra los consejos adversos de la comunidad médica, escribió una tesis abiertamente revolucionaria sobre Transfusiones de Sangre y Plasma la cual fue Aclamada, lo que actualmente equivale a una tesis laureada.
Paralelamente a la redacción de su tesis de grado, las primeras prácticas de transfusiones basadas en sus investigaciones científicas las realizó en el hospital de la Misericordia en la fontanela anterior de recién nacidos, quienes morían de anemia. Comoquiera que todos los pacientes se recuperaron satisfactoriamente, los Departamentos de Cirugía y del Servicio de Enfermedades Tropicales del Hospital San Juan de Dios la contactaron para que realizara las transfusiones de esos departamentos, pues ninguna persona estaba capacitada en Colombia para llevar a cabo procedimientos similares.
En una época marcada por la discriminación de los derechos de la mujer, la ceremonia de graduación, sin precedentes en Iberoamérica por la originalidad científica de su tesis y su aplicación exitosa en los pacientes, tuvo lugar el 3 de marzo de 1943 ante cinco médicos examinadores y las directivas del Centro.

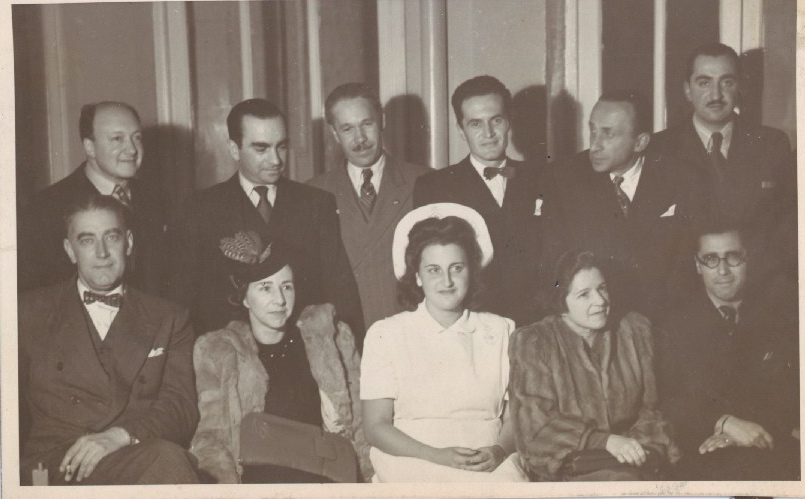
Grado de Enfermera de Elvira Dávila Ortiz, 3 de marzo de 1934. La acompañan los doctores Ricardo Vélez, César Pantoja, Alfonso Ucros, Francisco Vernaza, Pablo Gómez Martínez, Jorge E. Cavelier, Juan Pablo Llinás, y las directoras del Centro de Acción Social Infantil Ana e Isabel Sáenz Londoño.

### Banco de Sangre
Su investigación científica fue el presagio de una carrera prominente y sin antecedentes en Iberoamérica. Fue así como dos meses más tarde, uno de los examinadores de su tesis de grado, el director del Hospital de la Samaritana y entonces Presidente de la Cruz Roja Colombiana, Profesor Jorge E. Cavelier, la convocó para ofrecerle la creación del primer Banco de Sangre del país, cuyo concepto era tan ajeno en Colombia como esperanzador.
Al aceptar el reto, condujo una detallada investigación durante tres meses, que presentó al Director del Hospital, quien la aprobó en su integridad. Gracias a su esmerado arrojo por sacar adelante el proyecto, la consecución de los recursos para la implementación del primer Banco de Sangre de Colombia fueron donados por la Junta Directiva de Bavaria S.A., razón por la cual bautizaron al proyecto Banco de Sangre Bavaria.
El primer obstáculo que enfrentó el Banco de Sangre Bavaria fue persuadir a los futuros dadores de las bondades de la transfusión de sangre: salvar vidas. Frente al temor de perder la vida o contagiarse de una enfermedad, a los donantes se les pagaba por el “servicio” cinco centavos de peso por centímetro cúbico donado. Centenares de vidas salvadas fueron el anuncio de un notable y ambicioso proyecto clave para la medicina.
La Cruz Roja Colombiana ha honrado el legado que dejó Elvira Dávila Ortiz a los bancos de sangre de Colombia a través de su página Web, la cual destaca su obra como pionera de la donación de sangre en ese país.

### Enfermería

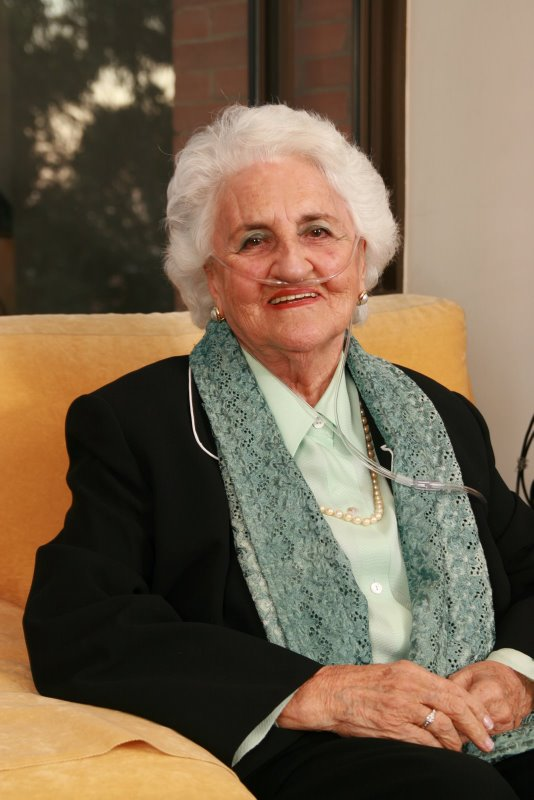
Elvira Dávila Ortiz, febrero de 2007.

Con el Banco de Sangre operando notoriamente, en 1944, durante la Segunda Guerra Mundial, viajó a Nueva York para especializarse en enfermería. Sus sobresalientes credenciales profesionales y académicas, además de hablar y escribir español, francés e inglés fluidamente, la posicionaron cómodamente en prácticas privilegiadas, aunque exigentes de punta a punta. El International Council of Nurses (ICN) la refirió en el Memorial Hospital de Nueva York, especializado en cáncer, en donde había una escasez importante de enfermeras.
Su trabajo en el Memorial Hospital le permitió concentrar sus estudios en instrumentación quirúrgica, con lo cual decidió cursar una especialización en cirugía pre y postoperatoria en el New York Presbyterian Hospital, hospital universitario del Weill Medical College de Cornell y del Medical College of Physicians and Surgeons de Columbia.
Al regresar a Colombia, el Profesor Cavelier la contactó nuevamente para confiarle la implementación y dirección de seis salas de cirugía acabadas de construir en el Hospital de la Samaritana. La consecución de enfermeras graduadas y el régimen en los itinerarios de las nuevas Salas, fueron algunos de los contratiempos que pusieron en cintura a enfermeras recién graduadas, y a médicos cirujanos, habituados a la imposición de horarios aleatorios para la práctica de cirugías.

### Escuela de Enfermería de la Pontificia Universidad Javeriana

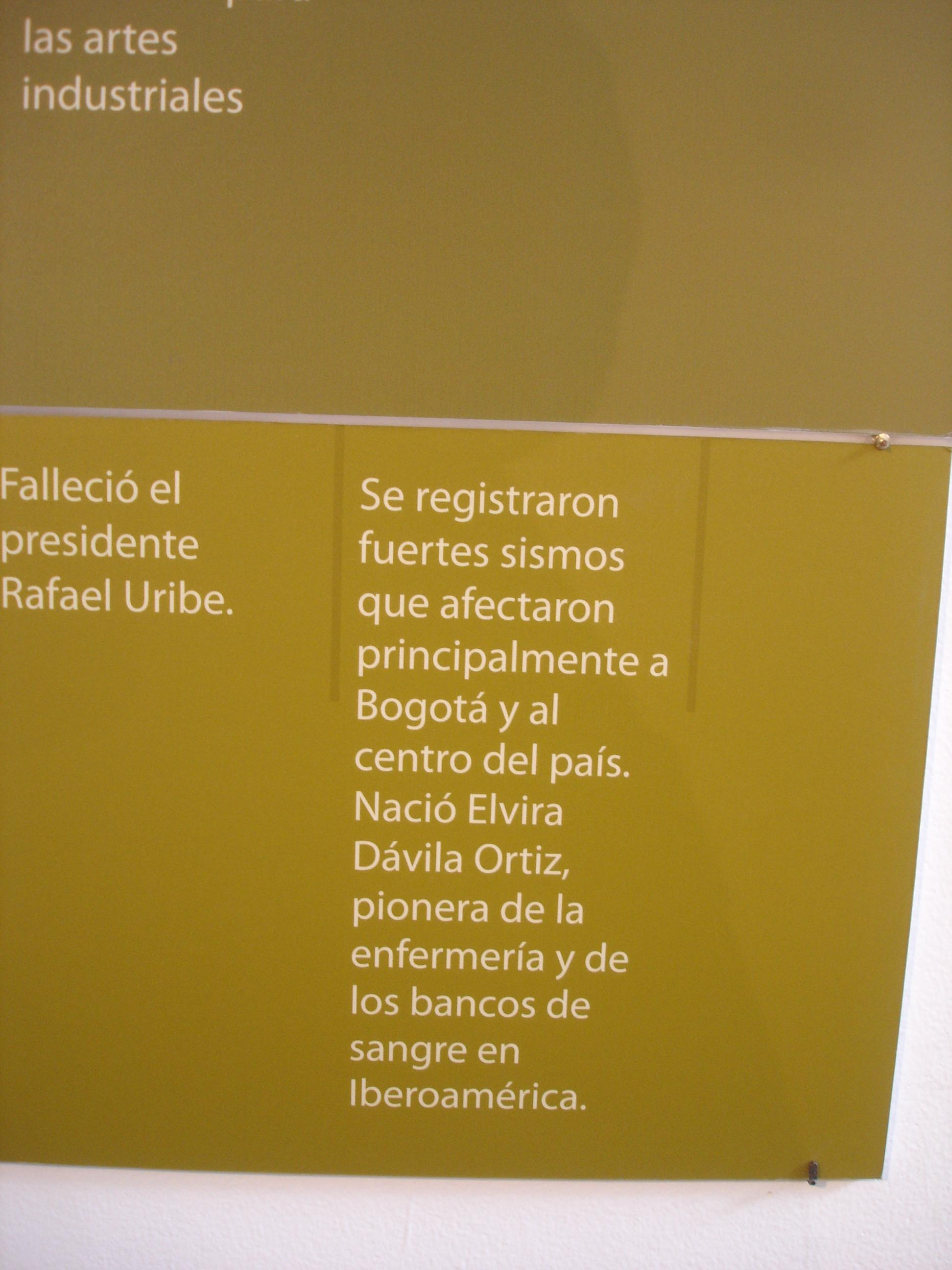
Elvira Dávila Ortiz en el Museo de Arte Moderno de Bogotá (MAMBO)

Dos años después, el Profesor Cavelier la designó Directora de los seis pisos del hospital. Frente a la alta presencia de religiosas inexpertas y la pobre demanda de enfermeras, Dávila Ortiz determinó presentarle a las directivas del hospital un proyecto visionario para la creación de una facultad de enfermería a tono con la tendencia científica y profesional de la época, con el propósito de que el servicio optimizara los estándares de profesionalismo, eficiencia y economía, según y como lo había verificado en Nueva York en sus prácticas profesionales de la especialización.
Aprobado el proyecto y fundada la Escuela, Dávila Ortiz elaboró el currículo y convocó a los mejores profesores para instruir a las alumnas y enfermeras que llegaron de varias ciudades del país. Además, abrió un curso de postgrado para instrumentadoras, en donde dictaba clases de técnica quirúrgica diariamente. La escuela de enfermeras se adscribió a la Pontificia Universidad Javeriana, como lo estaba la escuela de medicina desde hacía algunos años con prácticas médicas en el Hospital de la Samaritana, puesto que la Javeriana aún no tenía hospital.
También fue Directora de Enfermería de la Clínica Psiquiátrica Monserrat, del Hospital San Ignacio, y Directora de las salas de cirugía de Profamilia.

### ‘‘La Era de Rodin’’ y Elvira Dávila Ortiz
En el marco de la exposición de ‘’La era de Rodin‘’, la cual se llevó a cabo, entre otras ciudades del mundo, en Bogotá entre el 23 de abril y el 20 de junio de 2008, el Museo de Arte Moderno de Bogotá (MAMBO) y el Museo Soumaya (custodio de la colección más grande del maestro François-Auguste-René Rodin fuera de Francia), registraron como uno de los hechos más relevantes del año en que murió Rodin, precisamente el nacimiento de Elvira Dávila Ortiz, a quien calificaron como Pionera de la enfermería y los bancos de sangre en Iberoamérica.

### Candidata a la Medalla Florence Nightingale
Durante el año 2007 fue candidata por Colombia a la Medalla Florence Nightingale 2007, la distinción más importante a nivel mundial otorgada por el Comité Internacional de la Cruz Roja para honrar los servicios ejemplares y la entrega excepcional en favor de los enfermos en los ámbitos de la prevención, de la salud pública y de la formación a los cuidados de enfermería.